# Émile Nadeau
Émile Nadeau (ur. 13 stycznia 2004 w Prévost) – kanadyjski narciarz dowolny specjalizujący się w skokach akrobatycznych, dwukrotny medalista mistrzostw świata juniorów. 
Na arenie międzynarodowej po raz pierwszy pojawił się 26 stycznia 2019 roku w Lake Placid, gdzie w zawodach krajowych zajął 21. miejsce. W Pucharze Świata zadebiutował 7 lutego 2020 roku w Deer Valley, również zajmując siedemnaste miejsce. Tym samym już w swoim debiucie wywalczył pierwsze pucharowe punkty. 
W 2022 roku wystąpił na igrzyskach olimpijskich w Pekinie, gdzie indywidualnie był siedemnasty. Miesiąc później zdobył dwa medale podczas mistrzostw świata juniorów w Chiesa in Valmalenco: indywidualnie był trzeci a w zawodach drużynowych zajął drugie miejsce. 

## Osiągnięcia

### Igrzyska olimpijskie
| Miejsce | Dzień     | Rok  | Miejscowość | Konkurencja        | Zwycięzca  |
| ------- | --------- | ---- | ----------- | ------------------ | ---------- |
| 17.     | 16 lutego | 2022 | Pekin       | Skoki akrobatyczne | Qi Guangpu |

### Mistrzostwa świata
| Miejsce | Dzień    | Rok  | Miejscowość | Konkurencja        | Zwycięzca    |
| ------- | -------- | ---- | ----------- | ------------------ | ------------ |
| 23.     | 10 marca | 2021 | Ałmaty      | Skoki akrobatyczne | Maksim Burow |

### Puchar Świata

#### Miejsca w klasyfikacji generalnej
- sezon 2019/2020: 37.

Od sezonu 2020/2021 klasyfikacja skoków akrobatycznych jest jednocześnie klasyfikacją generalną.
- sezon 2020/2021: 16.
- sezon 2021/2022: 17.

#### Miejsca na podium w zawodach
Nadeau nie stanął na podium zawodów PŚ.